# فرانس گاراو
فرانس گاراو (انگلیسی: France Gareau؛ زادهٔ ۱۵ آوریل ۱۹۶۷) دونده، و ورزشکار دو و میدانی اهل کانادا است.